# Quaestus perezi
Quaestus perezi es una especie de escarabajo del género Quaestus, familia Leiodidae. Fue descrita por Sharp en 1873.

## Distribución
Se encuentra en España.